# Cratere Bogra
Bogra  è un cratere sulla superficie di Marte.